# Mike Hickey
Mike Hickey é um  músico inglês. Tocou guitarra nas bandas Venom e Carcass e baixo na banda Cathedral.